# Filmes de 1946 da Monogram Pictures

## Filmes do ano
| Título                      | Estrelado por     | Dirigido por       | Gênero   |
| --------------------------- | ----------------- | ------------------ | -------- |
| Beauty and the Bandit       | Gilbert Roland    | William Nigh       | Faroeste |
| Behind the Mask             | Kane Richmond     | Phil Karlson       | Suspense |
| Below the Deadline          | Warren Douglas    | William Beaudine   | Drama    |
| Border Bandits              | Johnny Mack Brown | Lambert Hillyer    | Faroeste |
| Bowery Bombshell            | The Bowery Boys   | Phil Karlson       | Comédia  |
| Bringing Up Father          | Joe Yule          | Eddie Cline        | Comédia  |
| Dangerous Money             | Sidney Toler      | Terry Morse        | Suspense |
| Dark Alibi                  | Sidney Toler      | Phil Karlson       | Suspense |
| Decoy                       | Jean Gillie       | Jack Bernhard      | Suspense |
| Don’t Gamble with Strangers | Kane Richmond     | William Beaudine   | Drama    |
| Drifting Along              | Johnny Mack Brown | Derwin M. Abrahams | Faroeste |
| Fear                        | Warren William    | Alfred Zeisler     | Suspense |
| Freddie Steps Out           | The Teen Agers    | Arthur Dreifuss    | Comédia  |
| Gentleman Joe Palooka       | Joe Kirkwood, Jr. | Cyril Endfield     | Comédia  |
| High School Hero            | The Teen Agers    | Arthur Dreifuss    | Musical  |
| In Fast Company             | The Bowery Boys   | Del Lord           | Comédia  |
| Joe Palooka, Champ          | Joe Kirkwood, Jr. | Reginald LeBorg    | Comédia  |
| Junior Prom                 | The Teen Agers    | Arthur Dreifuss    | Musical  |
| Live Wires                  | The Bowery Boys   | Phil Karlson       | Comédia  |
| Moon Over Montana           | Jimmy Wakely      | Oliver Drake       | Faroeste |
| Mr. Hex                     | The Bowery Boys   | William Beaudine   | Comédia  |
| Shadows on the Range        | Johnny Mack Brown | Lambert Hillyer    | Faroeste |
| Shadows Over Chinatown      | Sidney Toler      | Terry Morse        | Suspense |
| Silver Range                | Johnny Mack Brown | Lambert Hillyer    | Faroeste |
| Song of the Sierras         | Jimmy Wakely      | Oliver Drake       | Faroeste |
| South of Monterrey          | Gilbert Roland    | William Nigh       | Faroeste |
| Spook Busters               | The Bowery Boys   | William Beaudine   | Comédia  |
| Strange Voyage              | Eddie Albert      | Irving Allen       | Drama    |
| Suspense                    | Belita            | Frank Tuttle       | Suspense |
| Sweetheart of the Sigma Chi | Elyse Knox        | Jack Bernhard      | Musical  |
| Swing Parade of 1946        | Gale Storm        | Phil Karlson       | Musical  |
| The Face of Marble          | John Carradine    | William Beaudine   | Terror   |
| The Gay Cavalier            | Gilbert Roland    | William Nigh       | Faroeste |
| The Gentleman from Texas    | Johnny Mack Brown | Lambert Hillyer    | Faroeste |
| The Haunted Mine            | Johnny Mack Brown | Derwin M. Abrahams | Faroeste |
| The Missing Lady            | Kane Richmond     | Phil Karlson       | Suspense |
| The Red Dragon              | Sidney Toler      | Phil Rosen         | Suspense |
| The Shadow Returns          | Kane Richmond     | Phil Rosen         | Suspense |
| The Strange Mr. Gregory     | Edmund Lowe       | Phil Rosen         | Suspense |
| The Trap                    | Sidney Toler      | Howard Bretherton  | Suspense |
| Trail to Mexico             | Jimmy Wakely      | Oliver Drake       | Faroeste |
| Trigger Fingers             | Johnny Mack Brown | Lambert Hillyer    | Faroeste |
| Under Arizona Skies         | Johnny Mack Brown | Lambert Hillyer    | Faroeste |
| West of the Alamo           | Jimmy Wakely      | Oliver Drake       | Faroeste |
| Wife Wanted                 | Kay Francis       | Phil Karlson       | Drama    |

## Galeria

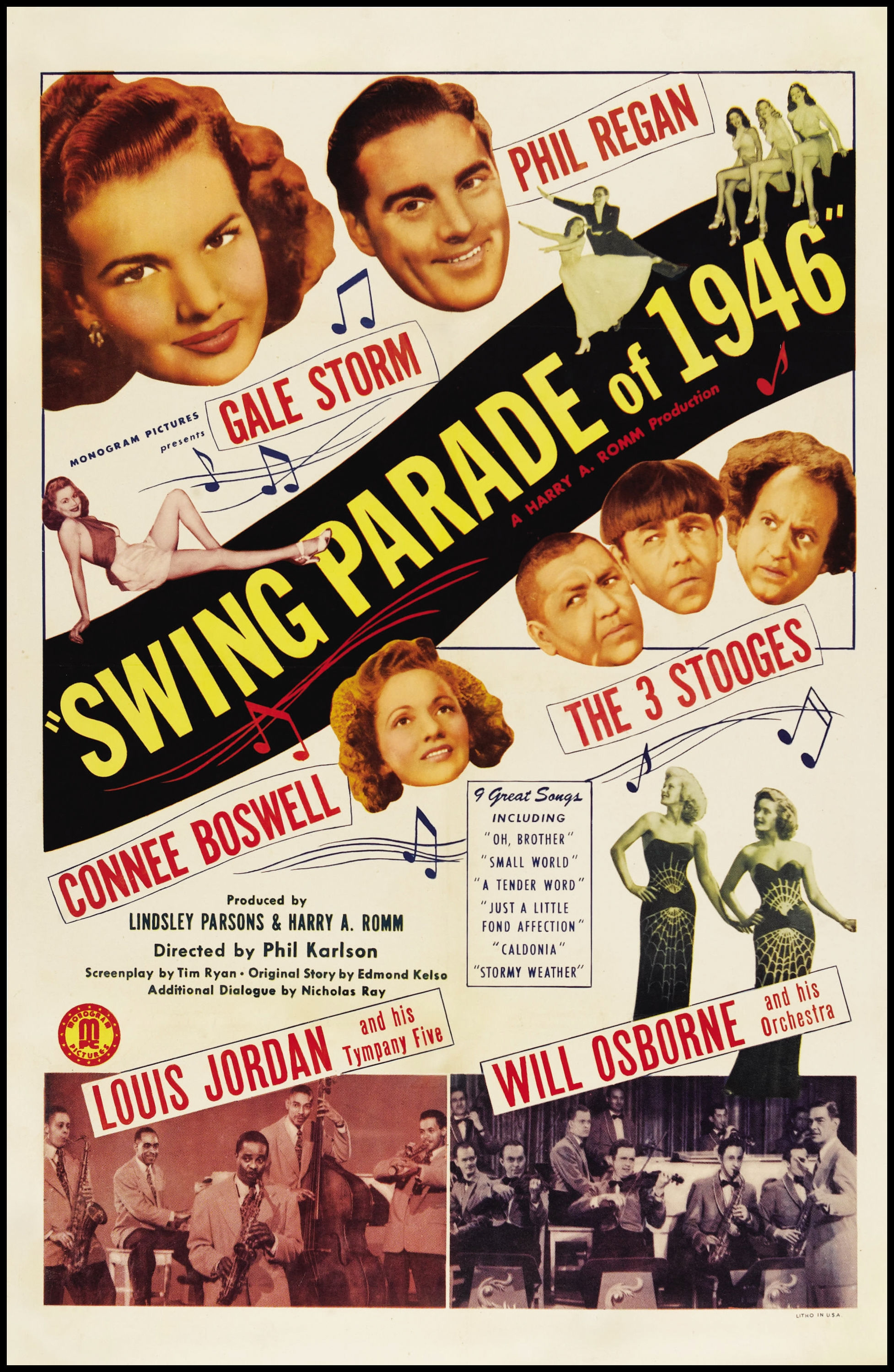
Cartaz de Swing Parade of 1946, único filme que os Three Stooges fizeram na Monogram
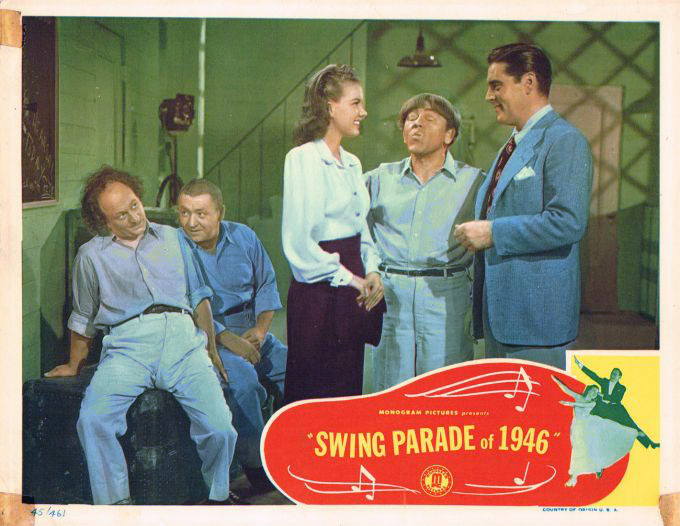
Lobby card de Swing Parade of 1946, com a presença dos Three Stooges (Os Três Patetas, no Brasil)
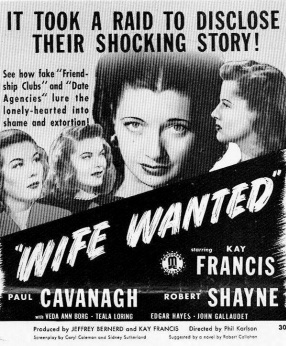
Cartaz de Wife Wanted, drama sobre uma agência matrimonial fraudulenta
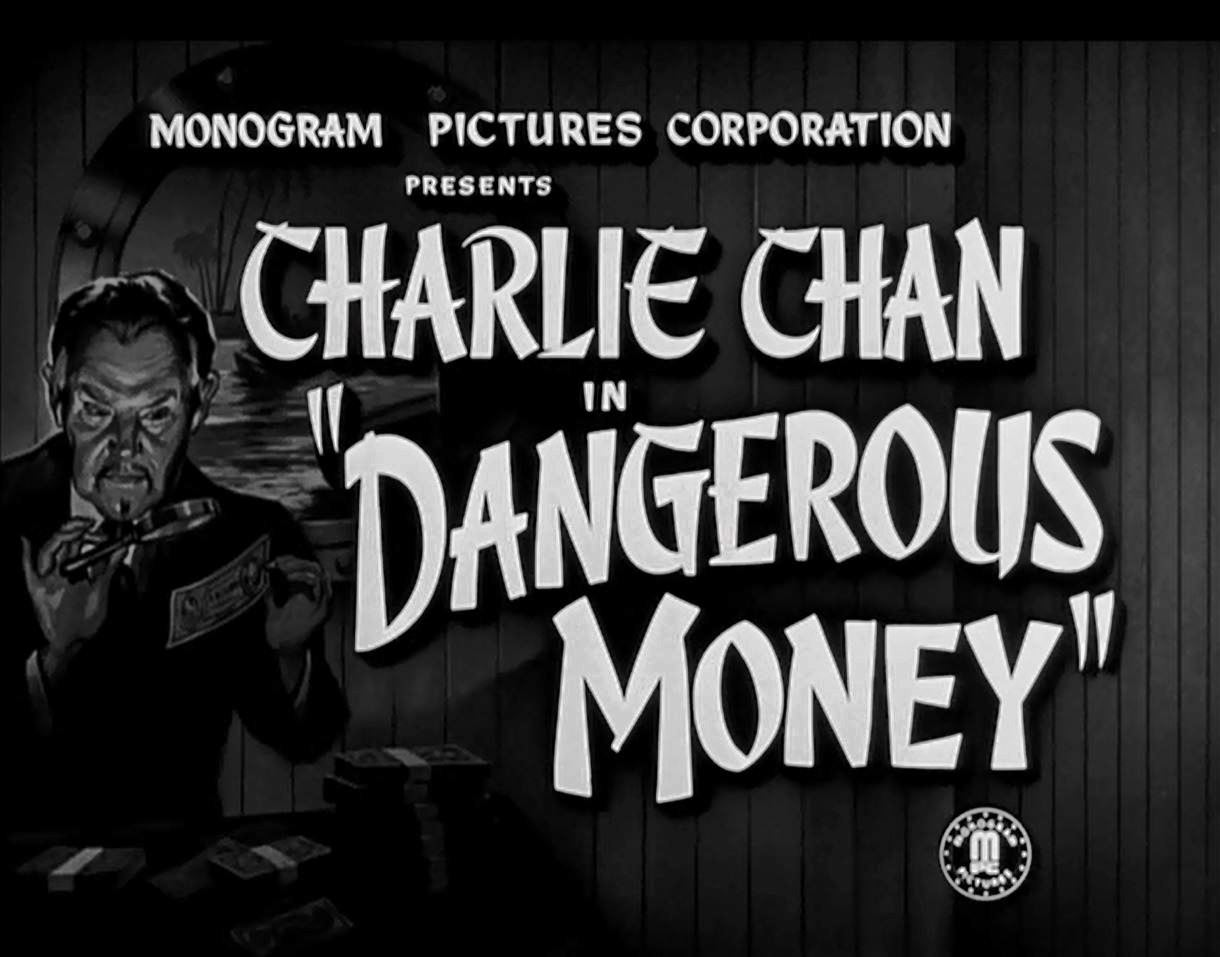
Abertura de Dangerous Money
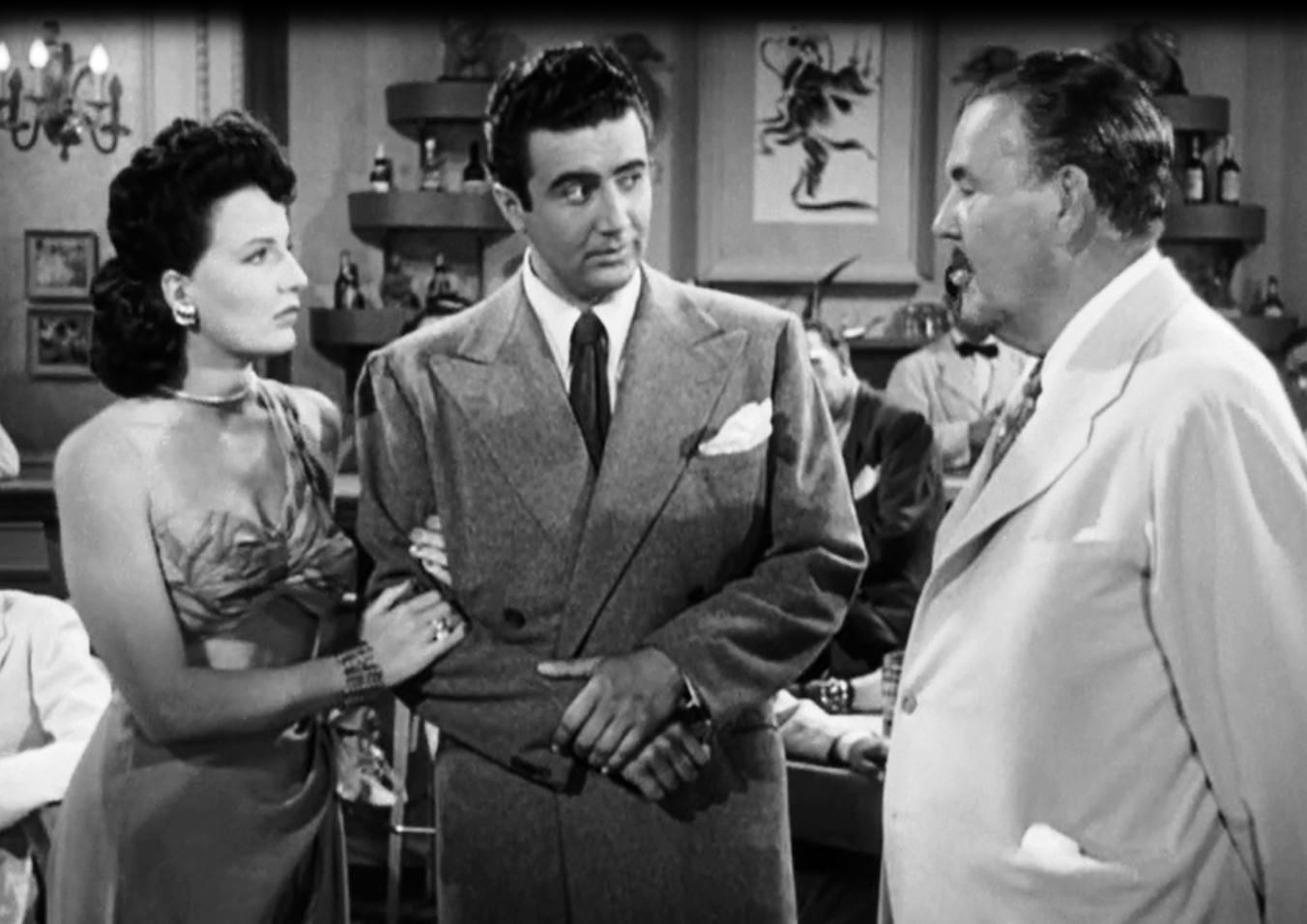
Amira Moustafa, Rick Vallin e Sidney Toller em cena de Dangerous Money
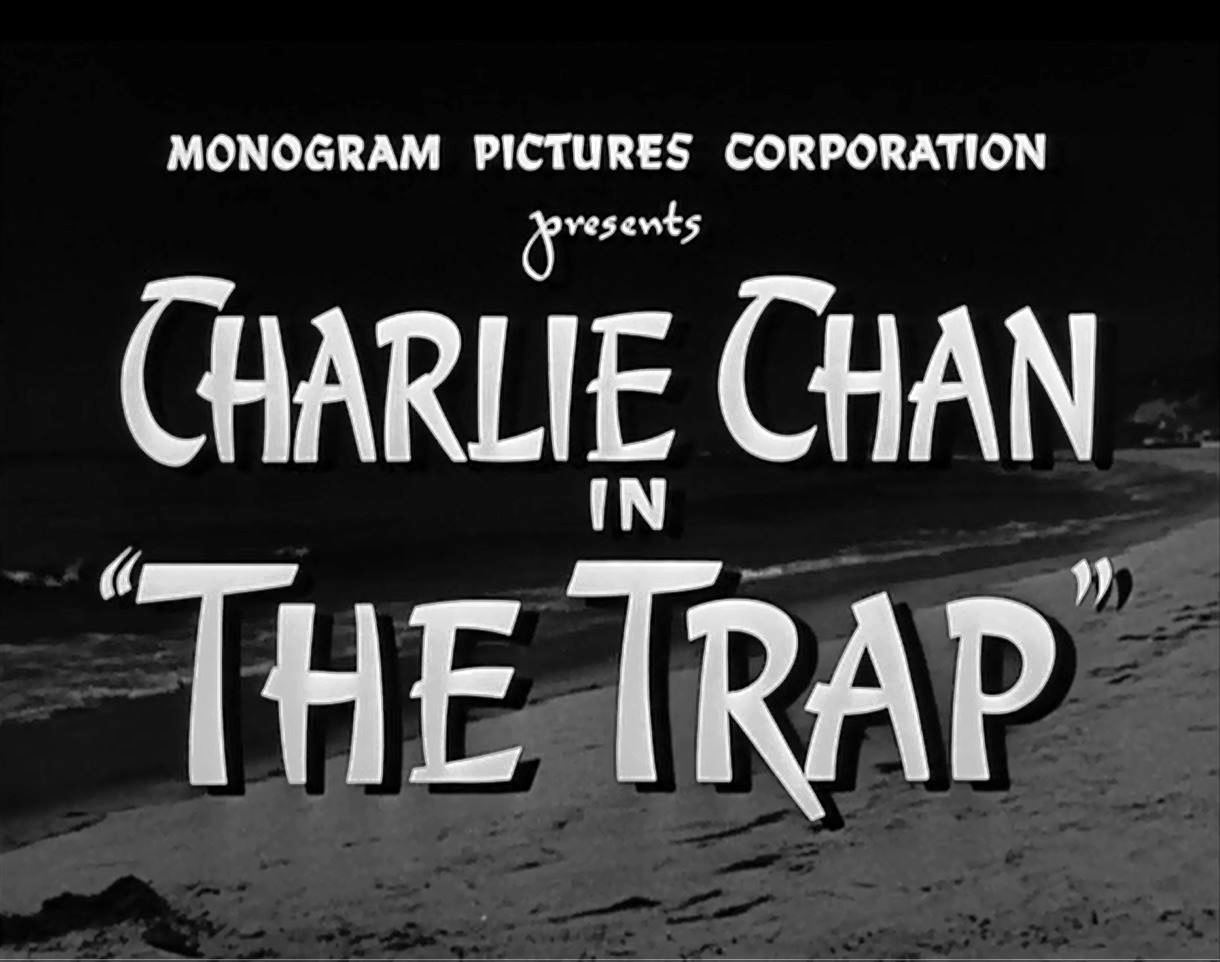
Abertura de The Trap
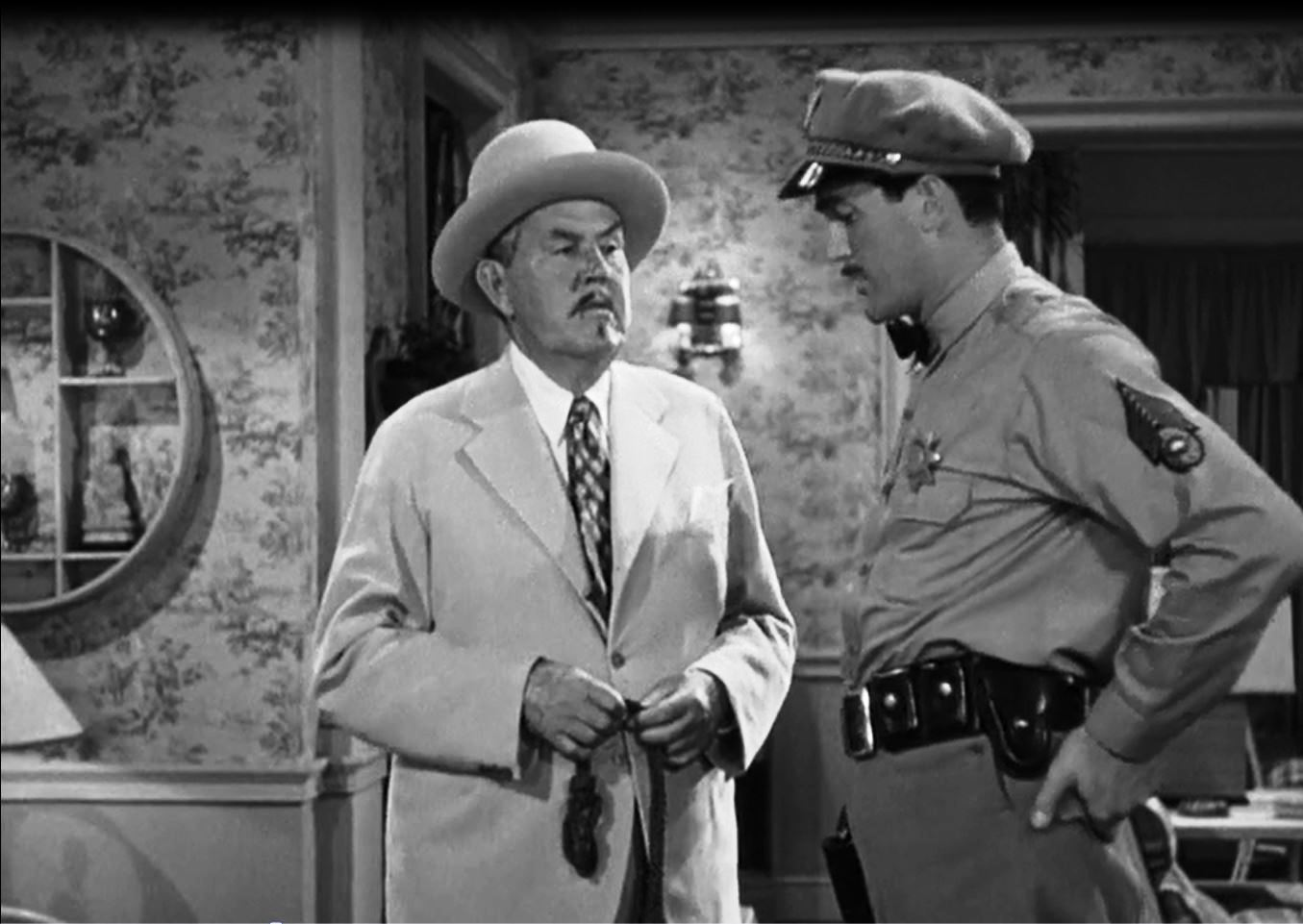
Sidney Toler e Kirk Alyn em cena de The Trap, último filme de Toler como Charlie Chan. A série prosseguiria até 1949, com Roland Withers